# Braunbauch-Brillantkolibri
Der Braunbauch-Brillantkolibri (Heliodoxa rubinoides) oder  Braunbauchbrillant, gelegentlich auch als Fliederkehlkolibri bezeichnet, ist eine Vogelart aus der Familie der Kolibris (Trochilidae). Die Art hat ein großes Verbreitungsgebiet, das sich über die Länder Kolumbien, Ecuador und Peru erstreckt. Der Bestand wird von der IUCN als „nicht gefährdet“ (least concern) eingeschätzt.

## Merkmale
Die Braunbauch-Brillantkolibri erreicht eine Körperlänge von etwa 11,2 cm, wobei der leicht gebogene Schnabel ca. 2,3 cm ausmacht. Die Oberseite der Männchen schimmert grün. Die Unterseite ist zimtbraun und wird an der Kehle und den Brustseiten von grünen Flecken durchzogen. Die Mitte des unteren Teils der Kehle ziert ein topasvioletter Fleck. Der leicht gegabelte Schwanz ist kupfergrün. Die Weibchen sind sehr ähnlich, haben aber nicht den topasvioletten Kehlfleck.

## Verhalten und Ernährung
Meist sind Braunbauch-Brillantkolibris als Einzelgänger in den unteren und mittleren Straten im Waldinneren, gelegentlich auch an deren schattigen Rändern unterwegs. Man sieht sie beim Nektarsammeln an blühenden Bäumen praktisch nie in Gruppen. Außerdem ernähren sie sich von kleinen Insekten, die sie im Flug fangen.

## Fortpflanzung
Bei Cali in den Westanden wurden Braunbauch-Brillantkolibris zwischen Januar und Mai in Brutstimmung beobachtet. In der gleichen Gegend wurden im April auch Eier entdeckt. Im Norden der westlichen Anden Kolumbiens verschiebt sich die Brutstimmung in den Mai.

## Verbreitungsgebiet
Selten und nur in bestimmten Gebieten kommen Braunbauch-Brillantkolibris in feuchten Wäldern und Nebelwäldern vor. Sehr selten findet man sie auch im Nationalpark Cueva de los Guácharos. Sie bewegen sich in Höhenlagen zwischen 1800 und 2600 Metern, im Tal des Río Magdalena eventuell sogar bis 1000 Meter hinunter. In Kolumbien kommen sie in den Zentralanden und an den Westhängen der Ostanden vom Departamento de Cundinamarca bis an den Oberlauf des Río Magdalena vor. In Ecuador sind sie von der Provinz Pichincha bis in die Provinz El Oro und das angrenzende westliche Gebiet der Provinz Loja an den Westhängen der Anden anzutreffen. An den Osthängen findet man sie fast nur in der Provinz Sucumbíos bis in den Westen der Provinz Napo. Hier trifft man sie vor allem an verschiedenen Orten der Cordillera de Huacamayos. In Peru kommen sie an den Osthängen der Zentralanden vor. 2001 gab es erstmals einen Bericht über ein Exemplar der Unterart H. r. cervinigularis im Municipio Cocapata in Bolivien.

## Lautäußerungen
Die Rufe klingen wie ein volles tschu, das sie in einer langen Serie von sich geben.

## Unterarten
Es sind drei Unterarten bekannt:

Verbreitungsgebiet des Braunbauch-Brillantkolibris

- Heliodoxa rubinoides rubinoides (Bourcier & Mulsant, 1846)[8] – Die Nominatform kommt im zentralen und östlichen Kolumbien vor.
- Heliodoxa rubinoides aequatorialis (Gould, 1860)[9][A 1] – Diese Unterart kommt im Westen Kolumbiens und dem Westen Ecuadors vor. Sie ist etwas größer als die Nominatform. Der Kehlfleck ist etwas heller und rötlicher.[10]
- Heliodoxa rubinoides cervinigularis (Salvin, 1892)[11] – Diese Unterart ist im Osten Ecuadors und Osten Perus verbreitet. Der Oberkopf weist im Gegensatz zur Nominatform einen deutlich glitzernd grünen Mittelstreifen auf.[10]

## Etymologie und Forschungsgeschichte
Jules Bourcier und Étienne Mulsant beschrieben den Braunbauch-Brillantkolibri unter dem Namen Trochilus rubinoides. Als Fundort des Typusexemplars gaben sie pauschal Neugranada an. Erst 1850 führte John Gould die Gattung Heliodoxa u. a. für den Braunbauch-Brillantkolibri ein. Dieser Name leitet sich von den griechischen Wörtern ἥλιος hḗlios für „Sonne“ und δόξα, δέχομαι dóxa, déchomai für „Pracht, Herrlichkeit, gutheißen“ ab. Das Artepitheton leitet sich vom lateinischen rubinus für „rubinrot“ und dem griechischen -οιδης -oidēs für „ähnlich“ ab. Aequatorialis bezieht sich auf das Land Ecuador, aus dem das Typusexemplar stammt. Cervinigularis ist ein lateinisches Wortgebilde aus cervinus für „hirschfarben“ und -gularis, gula für „-kehlig, Kehle“.